# Antonie Jaeckel
Antonie Jaeckel (* 5. September 1876 in Berlin; † 26. Dezember 1960 ebenda) war eine deutsche Schauspielerin.

## Leben
Sie absolvierte eine Höhere Töchterschule und nahm anschließend Schauspielunterricht bei Marie Meyer. Im September 1900 hatte sie ihre ersten Bühnenauftritte am Neuen Theater in Berlin.
Außer in Berlin spielte sie ab 1902 in Hagen, Brieg, Detmold und anderen Städten. Seit 1916 war sie als Nebendarstellerin in einer beträchtlichen Zahl von Filmen vertreten. Sie verkörperte Hausdamen, Wirtschafterinnen, Zimmervermieterinnen und dergleichen. Sie stand 1944 in der Gottbegnadeten-Liste des Reichsministeriums für Volksaufklärung und Propaganda.
Nach Kriegsende setzte sie ihre Filmkarriere bei der DEFA fort.

## Filmografie
- 1916: Schuldbuch des Hasses
- 1918: Johannisnacht
- 1918: Fräulein Mutter
- 1919: Das Menuett
- 1921: Madeleine
- 1922: Fridericus Rex
- 1922: Pömperly’s Kampf mit dem Schneeschuh
- 1923: Das unbekannte Morgen
- 1924: Die Hermannschlacht
- 1925: Der Hahn im Korb
- 1925: Wenn die Liebe nicht wär’!
- 1926: Der Liebe Lust und Leid
- 1926: Kubinke, der Barbier, und die drei Dienstmädchen
- 1926: Gräfin Plättmamsell
- 1926: Potsdam, das Schicksal einer Residenz
- 1927: Das war in Heidelberg in blauer Sommernacht
- 1927: Der Herr der Nacht
- 1927: Königin Luise, 1. Teil: Die Jugend der Königin Luise
- 1927: Der Meister der Welt
- 1928: Der Faschingsprinz
- 1928: Der Staatsanwalt klagt an
- 1928: Heut’ spielt der Strauss
- 1928: Die Königin seines Herzens
- 1928: Schenk mir das Leben
- 1929: Fräulein Else
- 1929: Geschminkte Jugend
- 1929: Madame Lu, die Frau für diskrete Beratung
- 1929: Wer wird denn weinen, wenn man auseinandergeht
- 1929: Wir halten fest und treu zusammen
- 1930: Delikatessen
- 1930: Der falsche Feldmarschall
- 1930: Stud. chem. Helene Willfüer
- 1931: Der Tanzhusar
- 1931: Der Zinker
- 1932: Drei von der Stempelstelle
- 1932: Durchlaucht amüsiert sich
- 1932: Theodor Körner
- 1932: Der tolle Bomberg
- 1933: Liebelei
- 1933: Eine ideale Wohnung
- 1934: ...heute abend bei mir
- 1934: Adam, Eva und der Apfel
- 1934: Aufschnitt
- 1934: Jede Frau hat ein Geheimnis
- 1934: Klein Dorrit
- 1934: Die Liebe siegt
- 1934: Die Spork’schen Jäger
- 1935: Lärm um Weidemann
- 1935: Mach’ mich glücklich
- 1935: Sie und die Drei
- 1935: Der Gefangene des Königs
- 1936: Martha
- 1936: Die Nacht mit dem Kaiser
- 1936: Flitterwochen
- 1936: Das Mädchen Irene
- 1937: Die göttliche Jette
- 1937: Liebe kann lügen
- 1937: Pan
- 1937: Gefährliches Spiel
- 1937: Husaren, heraus
- 1937: Der Mustergatte
- 1938: Der Blaufuchs
- 1938: Frühlingsluft
- 1939: La casa lontana
- 1939: Kongo-Express
- 1939: Der singende Tor
- 1939: La casa lontana (italienische Fassung von Der singende Tor)
- 1939: Die Frau ohne Vergangenheit
- 1939: Paradies der Junggesellen
- 1939: Spaßvögel
- 1940: Ritorno
- 1940: Traummusik
- 1941: Sein Sohn
- 1941: Der Weg ins Freie
- 1942: Hochzeit auf Bärenhof
- 1942: Stimme des Herzens
- 1944: Der Majoratsherr
- 1947: Kein Platz für Liebe
- 1948: Träum’ nicht, Annette!
- 1949: Martina
- 1949: … und wenn’s nur einer wär’ …
- 1958: Das gab’s nur einmal